# Догмат
До́гма́т, или до́гма (др.-греч. δόγμα, δόγματος «мнение, решение, постановление») — утверждённое церковью положение вероучения, объявленное обязательной и неизменяемой истиной, не подлежащей критике (сомнению).

## История использования термина «догмат», «догма»
В истории были периоды, когда термин «догмат» использовался в различных смыслах, отличных от современного понимания этого термина.
- В античной литературе у Цицерона словом dogma обозначались такие доктрины, которые, будучи общеизвестными, имели значение неоспоримой истины.
- «Аттическими догматами» христианские писатели, например, Ориген и св. Исидор, называли некоторые выводы Сократа.
- Учения Платона и стоиков также именовали «догматами».
- У Ксенофонта «догматом» называется начальственное распоряжение, которому все, и командующие, и простые воины, должны беспрекословно подчиняться.
- У Геродиана «догмат» — определение сената, которому беспрекословно должен подчиниться весь римский народ.

Этот смысл термин сохранил и в греческом переводе 70 толковников, где в книгах пророка Даниила, Эсфири, Маккавейских словом δόγμα называется царский указ, подлежащий немедленному исполнению, а также закон царский или государственный, безусловно обязательный для каждого подданного.
- В Новом Завете, в Евангелии от Луки, δόγμα обозначает повеление кесаря о переписи народонаселения Римской империи (Лука, 2:1)
- В Деяниях св. Апостолов «догматы» — царские законы.
- В Посланиях к Колоссянам и Ефесянам «догматы» — имевшие божественный авторитет законы Моисея.

Наконец, в книге Деяний (Деян. 15:20-28) в первый раз словом δόγμα обозначаются те определения церкви, которые должны иметь непререкаемый авторитет для каждого её члена. Из употребления этого слова у Игнатия Богоносца, Кирилла Иерусалимского, Григория Нисского, Василия Великого, Иоанна Златоуста, Викентия Лиринского и других Отцов Церкви понятие о догмате выясняется с большей подробностью:
1. Догмат — есть непререкаемая божественная (данная через божественное откровение) истина, и в этом смысле догматы веры называются Божьими (δόγμα τοΰ Θεοΰ), Божественными (δόγμα Θεία), Γосподними (δόγμα τοΰ Κυρίου). Они противопоставляются продуктам человеческого, особенно так называемого спекулятивного мышления и личным мнениям.
2. Догмат — есть истина, относящаяся к внутреннему существу религии, т. е. истина теоретического, или созерцательного, учения веры, чем он отличается от правил жизни, или практической деятельности христианина.
3. Будучи происхождения божественного, догмат — есть истина, определяемая и формулируемая Церковью, потому догматы обыкновенно называются догматами Церкви (τά τής έκκλησίας δόγματα), или догматами церковными (τά έκκλεσιαστικά δόγματα).
4. Догмат — есть истина, безусловное признание которой совершенно необходимо для христианина, чтобы по праву причислять себя к составу Церкви.

Таким образом, основные свойства догматов в православии (и христианстве), рассмотренные здесь ниже, вытекают из святоотеческого понимания содержания догмата.

## В христианстве
Термин «догмат» в собственном значении употребляется преимущественно в христианстве и обозначает теологическую, богооткровенную истину, содержащую учение о Боге и Его домостроительстве, которое Церковь определяет и исповедует, как неизменное и непререкаемое положение веры.
В православии существует два подхода к пониманию того, где принимаются догматы. Согласно первому из них, догматами, в строгом смысле этого слова, могут быть названы только те непререкаемые положения православной веры, которые утверждаются на Вселенских соборах, где они получают догматические формулировки. Согласно второму подходу, догматом следует называть всякое неоспоримое и обязательное положение православного вероучения. В этом случае догматы делятся на
- общие (догматические формулировки Вселенских соборов) и частные (выводимые из общих),
- раскрытые (обсужденные и утвержденные на Вселенских соборах) и нераскрытые (не определенные в подробностях и не обсуждавшиеся на Вселенских соборах по причине отсутствия в этом необходимости и поэтому не получившие догматических формулировок, но признанные всей Православной Церковью),
- чистые (основаны только на сверхъестественном Откровении) и смешанные (основаны не только на сверхъестественном Откровении, но и на естественном разуме)[10].

Отличие понимания догмата в православии и католицизме заключается в том, что в православии догматы, принятые на Вселенских соборах (которые признаются высшей вероучительной инстанцией), были ответом на появившиеся фундаментальные искажения церковного учения, а в католицизме признается необходимость появления новых догматов без этой причины.
- Сознательный отход от догмата (полное неприятие или иная трактовка) называется ересью и часто приводит к религиозным конфликтам.
- Краткими изложениями догматов могут считаться Катехизис и Закон Божий (дисциплина).

### Предпосылки появления догматов
Православная церковь учит, что Христос сообщил и раскрыл людям всё вероучение, необходимое для их спасения. Поэтому догматы не могут внезапно возникать и быть новшествами:
«Удивляюсь, что вы от призвавшего вас благодатью Христовою так скоро переходите к иному благовествованию, которое [впрочем] не иное, а только есть люди, смущающие вас и желающие превратить благовествование Христово. Но если бы даже мы или Ангел с неба стал благовествовать вам не то, что мы благовествовали вам, да будет анафема.» (Гал. 1:6—8)
Божественное учение не столько теоретично, сколько практично, поэтому Оно непостижимо уму, неочистившемуся от греховных страстей. Святой Иларий Пиктавийский подчёркивал:
«Только злоба еретиков вынуждает нас совершать вещи недозволенные, восходить на вершины недостижимые, говорить о предметах неизреченных, предпринимать исследования запрещенные. Следовало бы довольствоваться тем, чтобы с искренней верой выполнять то, что нам предписано, а именно: поклоняться Богу Отцу, почитать с Ним Бога Сына и исполняться Святым Духом. Но вот мы вынуждены пользоваться нашим слабым словом для раскрытия тайн неизреченных. Заблуждения других вынуждают нас самих становиться на опасный путь изъяснения человеческим языком тех Тайн, которые следовало бы с благоговейной верой сохранять в глубине наших душ» (О Святой Троице. 2:2). , 
Догматическая база христианской церкви была сформирована в эпоху семи Вселенских Соборов, как ответ Вселенской Церкви на еретические движения, распространявшиеся в христианстве (особенно с III по IX век). Каждый догмат устанавливал как бы преграду дальнейшему развитию еретического учения, отсекал ложные направления в развитии понимания учения Церкви.
Сущность всех догматов, богооткровенная истина, уже содержалась в Священном Писании, и сначала не было необходимости в облечении христианского учения в рамки догматической системы. Однако потребность человеческого разума в лучшем, более понятном ему, логичном толковании ещё не оформленного догматически, во многих местах трудно принимаемого христианского учения привела к появлению и развитию философско-богословских школ в первые века христианства. В этих школах (главным образом в Антиохийской и Александрийской) и появились первые ереси. Для их обнаружения и искоренения периодически собирались Вселенские Соборы, на которых и устанавливались догматы — в форме кратких определений истин христианского Откровения. Они ярко и точно обличали еретические учения. Догматические соборные определения в эту эпоху обозначались греческим словом «о́рос» (греч. ὅρος — «предел», «граница»), или латинским «терминус» (лат. terminus). Догмат, или орос — предел, или граница вероучения, — должен был, как граница дороги, вернуть христианскую мысль в верное русло, разграничить истинное церковное учение и еретическое.

### Догмат и связанные понятия

#### Догмат и догматическая формула
Следует различать понятия догмата как такового и догматической формулы. Догмат в своей сущности неизменен, он содержит богооткровенную истину, данную Самим Богом, и именно поэтому его нельзя изменять по воле человеческого разума. Однако догматическая формула может изменяться. Это так называемый способ выражения вероучительной истины, словесная оболочка догмата, которая может дополняться и видоизменяться, не затрагивая при этом заключённого в ней догматического смысла (содержания). Так, формулировка догмата о Пресвятой Троице, установленного на I Вселенском Соборе, была дополнена на II Вселенском Соборе.

#### Догмат и теологумен
Наряду с понятием «догмат» в богословии существуют понятия «богословское мнение» («теологумен») и «частное богословское мнение». Теологумен — вероучительное положение, не противоречащее догматам, но не являющееся обязательным для всех верующих. Он должен основываться на Священном Писании и высказываниях святых Отцов Церкви. Частное богословское мнение при этом — размышление, мнение отдельного богослова, прямо не противоречащее догматам, не обязательно встречающееся у Отцов Церкви. Догмат таким образом стоит безусловно выше теологуменов и частных богословских мнений.

#### Свойства догматов
В православной догматике выделяются следующие свойства догматов:
1. Теологичность (вероучительность) — свойство догматов по содержанию, то есть что догмат содержит только учение о Боге и Его домостроительстве. В догматах не определяются истины нравоучительные, литургические, исторические, естественно-научные и т. д.
2. Богооткровенность — свойство догматов по способу их получения. Это означает, что догматы не выводятся логическим путём, а происходят из Божественного Откровения, то есть даются человеку Самим Богом.
3. Церковность — свойство догматов по способу их существования и сохранения. Это означает, что догматы могут существовать только во Вселенской Церкви, и вне её догматы, как основанные на Откровении, данном всей Церкви, не могут возникать. Именно Церковь, на Вселенских Соборах, имеет право закреплять за теми или иными вероучительными истинами именование догматов, понимаемых к строгом смысле.
4. Общеобязательность — свойство догматов по отношению к ним членов Церкви. Догматы выступают в роли правил и норм, не признавая которые, нельзя являться членом Церкви.

#### Догматы в православии
К догматам, принятым на Вселенских соборах, относятся:
1. Догмат о Боге Отце, Творце видимого и невидимого мира, всё содержащего в Своей власти.
2. Догмат о Сыне Божием, прежде начала времени рожденного от Бога Отца, имеющего с Ним одинаковую сущность, всё сотворившего и получившего имя Иисуса Христа.
3. Догмат о Воплощении на земле Сына Божия в человеческой плоти от Святого Духа и Марии Девы ради спасения людей (непорочное зачатие).
4. Догмат о Крестных страданиях и смерти Иисуса Христа.
5. Догмат о Воскресении Иисуса Христа.
6. Догмат о Вознесении Иисуса Христа.
7. Догмат о Втором Пришествии Иисуса Христа, Страшном Суде и Его вечном Царстве.
8. Догмат об исхождении Святого Духа, дающего жизнь, от Бога Отца, поклонении Ему и прославлении Его вместе со Отцом и Сыном.
9. Догмат о единой (одной), святой, соборной и апостольской Церкви.
10. Догмат об единократном Крещении для оставления грехов.
11. Догмат о всеобщем воскресении людей.
12. Догмат о будущей вечной жизни.
13. Догмат о двух естествах во едином Лице Господа нашего Иисуса Христа
14. Догмат о двух волях и действиях в Господе нашем в Иисусе Христе.
15. Догмат об иконопочитании.

Первые 12 догматов утверждены на Первом и Втором Вселенских соборах и составляют Никео-Цареградский Символ веры, являющийся догматической формулой, подразделяющейся на 12 членов и содержащих догматическую основу христианства. Первые его восемь членов выражают догматы о Святой Троице и Христе-Спасителе (со 2-го по 7-й). Догмат о Святой Троице состоит в том, что Бог един по существу, но троичен в Лицах (Бог Отец, Бог Сын и Святой Дух), которые различаются друг от друга тем, что Бог Отец не рождается и не исходит от другого Лица, Сын Божий предвечно рождается от Бога Отца, Дух Святый предвечно исходит от Бога Отца. При этом, в чем состоит рождение и исхождение и чем отличается исхождение от рождения, является непостижимым для людей.
Догмат о двух естествах во едином Лице Иисуса Христа принят на IV Вселенском Соборе в Халкидоне, догмат о двух волях и действиях принят на VI Вселенском Соборе в Константинополе, догмат о иконопочитании принят на VII Вселенском Соборе в Никее.
Если понимать под догматами непререкаемые и неизменные правила (истины) православной веры, изложенные в Священном Писании и Священном предании и относящиеся к самому существу христианства, но не обязательно утверждаемые на Вселенских соборах, то к числу догматов также относятся:
1. догмат о том, что Бог есть Дух всеблагой, всесвятой, всесовершенный, всемогущий, всеведущий, вездесущий, беспредельный, неизменяемый, вечный.
2. догмат о творении мира Богом из ничего по Своей любви.
3. догмат о падении самого высшего ангела (Денницы) и некоторых других ангелов.
4. догмат о первородном грехе.
5. догмат о промысле Божием обо всем существующем.
6. догмат о искуплении человечества от греха.
7. догмат о необходимости благодати Божией для освящения человека.
8. догмат о Таинствах Церкви.
9. догмат о частном суде человека после смерти.
10. догмат о именовании Девы Марии Богородицею (именование Девы Марии Богородицей используется в текстах догматов IV и VII Вселенских Соборов).
11. догмат о приснодевстве Девы Марии.
12. догмат о различии в Боге сущности и энергии, представляющей собой нетварную божественную благодать. Принят на Пятом Константинопольском соборе в 1351 году.

#### Чем не является догмат
Нижесказанное относится преимущественно к православно-христианскому пониманию понятия «догмат», однако отдельные положения можно отнести и к другим религиям.
Ввиду того, что понятие «догмат», «догматическое мышление» и прочие часто неправильно понимаются в обществе, следует отметить основные ошибки этого понимания:
- Догмат не есть магическая формула, повторением которой можно чего-то достичь.
- Догмат не бесполезен (даже вне рамок религиозной философии и богословия). Без знания догматической базы нельзя осмыслить никакое вероучение в его сущности, тем более, если оно претендует на выход за рамки земного бытия.
- Догмат — не закостенелое, мёртвое, безосновательное утверждение. Лишь наличие догматов в вероучении позволяет ему иметь структуру, онтологический смысл, не ограничиваться лишь нравственным, литургическим, каноническим или каким-либо иным аспектом.

Оросы Вселенских Соборов — не есть могильные плиты, приваленные к дверям запечатанного гроба навек закристаллизованной и окаменелой истины. Наоборот, это верстовые столбы, на которых начертаны руководящие безошибочные указания, куда и как уверенно и безопасно должна идти живая христианская мысль, индивидуальная и соборная в её неудержимых и беспредельных поисках ответов на теоретическо-богословские и прикладные жизненно-практические вопросы.— Карташёв А.В. Вселенские Соборы
- Догмат — не чуждое дополнение к Священному Писанию.

Догмат ни в коем случае не новое откровение. Догмат — это только свидетельство. Весь смысл догматического определения сводится к свидетельствованию непреходящей истины, которая была явлена в Откровении и сохранилась от начала.— протоиерей Георгий Флоровский
- Догмат не сковывает сознание, а позволяет ему, образно выражаясь, стоять на ногах, иметь опору в рассуждениях богословского характера. В сфере личной религиозной жизни (духовной жизни) догматика лежит в фундаменте и молитвы, и богослужения, и других её осмысленных проявлений.

Православные догматы не суть путы для мысли, не кандалы <…> но разве лишь предохранительные определения, которыми Церковь хочет поставить разум человеческий в надлежащую перспективу, в которой для него открывалась бы возможность беспрепятственного и безостановочного движения вперёд, с исключением опасностей уклонения в сторону, на пути обманчивые.— проф. Введенский А.И.
- Догмат нельзя уяснить логическим, рассудочным путём. Он требует святоотеческого толкования. Простое знание догматической формулы ещё не означает проникновение в суть содержащейся в догмате истины.
- Не всякая бесспорная вероучительная истина является догматом. Догматами в строгом смысле являются лишь те из них, которые названы таковыми на Вселенских Соборах[9].

### В католицизме
В католической церкви развитие догматической науки пошло по пути установления новых догматов, в результате чего сегодня количество вероучительных определений, возведённых в достоинство догмата, в римо-католической догматике больше, чем в православной церкви. В римо-католической церкви считается, что необходимость увеличения числа догматов обусловлена продолжающимся уяснением богооткровенной истины, содержащейся в Церкви. До появления нового догмата эта истина сокрыта или неясно переживаема для соборного сознания Церкви.

#### Список догматов в католицизме
Помимо догматов православной церкви (с поправкой на филиокве в символе веры) в католической церкви имеются дополнительные, принятые на Вселенских Соборах Католической церкви.
- Поправка к Никео-Цареградскому Символу веры, филиокве. Введёна в 589 г., Толедский собор, Испания. Утверждена в Риме на коронации германского императора Генриха II в 1014 году, при папе Бенедикте VIII.
- Догмат о чистилище. 1439 г., Ферраро-Флорентийский собор, г. Феррары. Подтверждён в 1563 г. на Тридентском соборе.
- Догмат о непорочном зачатии Девы Марии. 1854 г., постановление Пия IX.
- Догмат о безошибочности папы по делам веры и морали (ex cathedra: с кафедры). 1870 г., Первый Ватиканский собор.
- Догмат о Вознесении Девы Марии. 1950 г. — возникновение, 1964 г. — подтверждение, в Lumen Gentium, догматической конституции Второго Ватиканского собора.

## В других религиях
Догматы в значении непреложной вероучительной истины существуют и в других авраамических религиях.

### Иудаизм
13 принципов иудаизма — основные постулаты иудаизма, сформулированные Рамбамом (Маймонидом).

### Ислам
Согласно хадису Джибриля, главными догматами ислама являются:
- вера в Аллаха,
- вера в ангелов,
- вера в Священные Писания,
- вера в пророков,
- вера в Судный день,
- вера в предопределение[19].

### Буддизм
В буддизме не существует всеобщей и обязательной догматики, что стало одной из главных причин интеграции в себя буддизмом местных верований. Будда указывал «Пусть никто из вас двоих не пойдет по одному и тому же пути» и считал своё учение не истиной, а только средством к её обретению. Он сравнивал своё учение с плотом, который используется для переправы через реку, но после переправы он должен быть отброшен. Истина не может быть выражена через однократно сформированные универсальные догматы в том числе потому, что учение Будды не может быть одинаковым для всех людей. Учение рассматривается только как «предназначенное конкретному индивиду в конкретных обстоятельствах». Также Будда указывал, что принимать его учение необходимо только посредством проверки через собственный опыт: «Не принимайте моё учение просто из веры или из уважения ко мне. Подобно тому, как купец на базаре при покупке золота проверяет его: нагревает, плавит, режет — чтобы убедиться в его подлинности, так же проверяйте и моё учение, и только убедившись в его истинности, принимайте его!».